# Romantismen
 Der er for få eller ingen kildehenvisninger i denne artikel, hvilket er et problem. Du kan hjælpe ved at angive troværdige kilder til de påstande, som fremføres i artiklen.

Romantismen var en periode, som litteraturhistorikere har anvendt om tendenser i dansk litteratur fra ca. 1820 til ca. 1850. Perioden kan enten anskues som selvstændig - eller som en underperiode til romantikken (ca. 1800 - ca. 1870). Der videreføres grundelementer fra romantikkens verdens- og menneskesyn, men der sker samtidig en forskydning: I romantismen er der fokus på det særprægede, det splittede og det uhyggelige. Forfatterne begyndte i denne periode at gøre op med den daværende romantik og Biedermeierkultur, hvor man anerkendte harmoni og sammenhæng som virkelighed. De storladne, almene og metafysiske temaer blev afløst af individuelle og subjektive temaer.
Romantismen adskiller sig fra romantikken på det punkt, at man i stedet for at anerkende sammenhængen som virkeligheden, dyrker splittelsen. Man begynder at søge væk fra det hjemlige og trygge i kernefamilien. Der kommer mere fokus på individet i det, at der opstår flere jeg-digte. Man mister den harmoniske livsanskuelse, som man havde under højromantikken. Forfatterne begynder at have en kølig synsvinkel på livet, og de fokuserer mere på det dæmoniske. Menneskets skyggesider bliver et interessant emne indenfor romantismen. Smerten, splittelsen og tabet ved livet bliver vigtigere, hvor det før havde været naturens skønhed, idyl og følelser - såsom kærlighed - der havde været i fokus. 
Biedermeierkulturen, der tidligere havde lagt vægt på det uskyldige og rene, er en kontrast til romantismen, hvor man begynder at lægge vægt på det æstetisk erotiske. Især kvinden fremstilles under det erotiske, hvor hun fremstilles som erotisk i malerier, yndefuld og elegant. 
De fleste tekster, der blev skrevet i denne periode har overskridelse som tema. Enten i form af overskridelse af tabuer - fx seksuelle eller moralske -  overskridelse af grænsen mellem liv og død, eller overskridelse af grænsen mellem virkeligt og uvirkeligt.  
Man går fra at anerkende det perfekte "glansbillede" som virkelighed til at anerkende, at virkeligheden ikke er så perfekt. Man indser, at det ikke er realiserbart. 
Også tanken om kunstneren som et geni - og det ønskværdige i dette - blev udfordret af en større realisme under romantismen.
En fremtrædende gren af romantismen er skrækromantikken. Tekster og billeder fra skrækromantikken udspiller sig ofte ved nat eller tusmørke. Overnaturlige fænomener spiller gerne en rolle, ligesom der er en forkærlighed for hæslighed, død og skyggesider i menneskets sind. Eksempler på skrækromantik i den danske litteratur er B.S. Ingemanns novelle Niels Dragon (1820) og Christian Winthers novelle Skriftestolen (1843). 
Nogle typiske træk i romantismen er:
- Fremmedartethed, det eksotiske
- Dunkelhed
- Forførelse
- Indre splittelse (mellem intellektet og sindet)
- Livslede

## Forfattere
- H.C. Andersen (Den standhaftige tinsoldat, Nattergalen, Skyggen)
- Carl Bagger
- Steen Steensen Blicher
- Henrik Hertz
- Søren Kierkegaard
- Poul Martin Møller
- Emil Aarestrup
- Christian Winther